# La Pêche miraculeuse (Jordaens)
Pour les articles homonymes, voir La Pêche miraculeuse.
La Pêche miraculeuse est un tableau réalisé par le peintre flamand Jacob Jordaens vers 1618-1620. De format horizontal, cette huile sur bois est une peinture chrétienne qui illustre un épisode du Nouveau Testament connu comme celui de la première pêche miraculeuse. Elle représente Pierre à genoux près d'un filet qu'un pêcheur manipule sous le regard d'une femme portant un nourrisson. Comme lui torse nu, il se retourne vers deux autres apôtres en constatant l'abondance des poissons qui ont été capturés au terme de la pêche à laquelle vient de présider Jésus, lequel n'apparaît pas dans la composition. Achetée en 1911, l'œuvre est conservée au musée des Beaux-Arts de Strasbourg, à Strasbourg, dans le Bas-Rhin, en France.